# Caxarias
Caxarias è una freguesia del Portogallo nel comune di Ourém. Ha un'area di circa 20,34 km² e una popolazione di 2.166 abitanti. Essa è costituita da 19 quartieri:  Abadia, Águas Formosas, Andrés, Balancho, Barreira, Carvoeira, Casais da Abadia, Castelo, Caxarias, Chã, Cogominho, Faletia, Pisão do Oleiro, Pisões, Pontes, Ribeira, Seixal, Valados e Vales. Caxarias è uno degli insediamenti maggiormente industrializzati della regione portoghese del Centro.

## Storia
La storia di Caxarias risale al paleolitico, come dimostrano diversi ritrovamenti. Molti edifici sono ricoperti tradizionalmente in pietra. La costituzione della freguesia avvenne il 9 luglio 1947 con la separazione della precedente freguesia di Seiça, per il decreto-legge n.° 36336.

## Distanze
Ourem: 12 km
  Tomar: 21 km
 Fatima: 21 km
  Alvaiázere: 24 km
  Leira: 30 km